# Jorge de Meclemburgo-Strelitz
Jorge Augusto de Meclemburgo-Strelitz (11 de janeiro de 1824 - 20 de junho de 1876), foi o filho mais novo de Jorge I, Grão-Duque de Meclemburgo-Strelitz e da sua esposa, a princesa Maria de Hesse-Cassel.

## Casamento e descendência

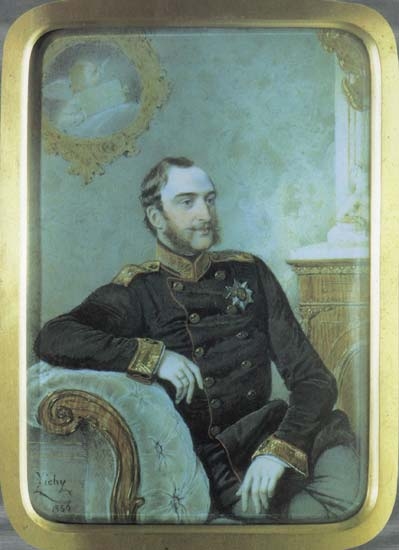
O Duque Jorge de Mecklenburg-Strelitz em 1856 por Mihály Zichy.

No dia 6 de fevereiro de 1851, em São Petersburgo, Jorge casou-se com a grã-duquesa Catarina Mikhailovna da Rússia, terceira filha do grão-duque Miguel Pavlovich da Rússia e da sua esposa, a princesa Carlota de Württemberg. Juntos tiveram cinco filhos:
- Nicolau de Meclemburgo-Strelitz (11 de julho de 1854 - 11 de julho de 1854)
- Helena de Meclemburgo-Strelitz (16 de janeiro de 1857 - 28 de agosto de 1936), casada com o príncipe Alberto de Saxe-Altemburgo. Sem descendência
- Jorge Alexandre de Meclemburgo-Strelitz (6 de junho de 1859 - 5 de dezembro de 1909), casado (abaixo da sua posição) com Natália Vanljarskaya. Pai do duque Jorge de Meclemburgo, conde de Carlow e bisavô do duque Jorge Borwin de Meclemburgo, actual chefe da Casa de Meclemburgo-Strelitz.
- Carlos Miguel de Meclemburgo-Strelitz (17 de junho de 1863 - 6 de dezembro de 1934), renunciou aos seus direitos de sucessão em 1918.